# 1,1-Hydrazodiformamid
1,1-Hydrazodiformamid ist eine chemische Verbindung aus der Gruppe der Hydrazin- und Harnstoffderivate.

## Gewinnung und Darstellung
1,1-Hydrazodiformamid kann durch Reaktion von Harnstoff mit Hydrazin, oder von Hydrazinsulfat mit Kaliumcyanat in Eisessig gewonnen werden:
{\displaystyle {\ce {N2H4*H2SO4 + 2 KOCN -> C2H6N4O2 + K2SO4}}}
Es entsteht auch als Abbauprodukt von Azodicarbonamid, welches als Zusatzstoff bei Mehl verwendet wurde.

## Eigenschaften
1,1-Hydrazodiformamid ist ein brennbarer, schwer entzündbarer, weißer, geruchloser Feststoff, der sehr schwer löslich in Wasser sowie nahezu unlöslich in Ethanol und Diethylether ist. Er besitzt eine monokline Kristallstruktur mit der Raumgruppe C2/c (Raumgruppen-Nr. 15).

## Verwendung
1,1-Hydrazodiformamid wird als Hochtemperatur-Treibmittel für expandierende Kunststoffe wie Polypropylen und als Zwischenprodukt für Chemikalien (z. B. Azodicarbonamid) verwendet.